# Kamil Bayramov
Kamil Bayramov (ur. 19 listopada 1972 roku) – azerski piłkarz występujący na pozycji napastnika.
W latach 1990–1991 zawodnik występował w klubie Araz Baku, a w latach 1992–1995 w zespole Neftçi PFK. Piłkarz wystąpił również w jednym spotkaniu reprezentacji Azerbejdżanu, 17 września 1992 roku przeciwko Gruzji w Gurdżaani (3:6, był to pierwszy w historii mecz reprezentacji Azerbejdżanu), wchodząc z ławki rezerwowych w 70. minucie za Samira Ələkbərova.